# 巴黎圣母院大火
巴黎圣母院大火是指法國巴黎圣母院于法國當地時間2019年4月15日18时50分左右发生的大火，失火点位于教堂阁楼处。大火导致其尖顶坍塌，中后部的木质屋顶完全被烧毁，而其石制的拱顶大部分得以保存。几百名消防员彻夜扑救，直至第二天黎明，大火得以扑灭，挽救了建筑物的整体结构。
火灾受到法国和全世界的关注，法国总统马克龙在当晚宣布将重建巴黎圣母院，在重建期间圣母院的艺术品将暂时转移到卢浮宫保管。馬克龍表示，大教堂將開始修復，並展開籌款活動，截至2019年4月22日，這項活動的承諾超過10億歐元。馬克龍曾表示完整的修復可能需要20年或更長時間，但後續設定的修復期限為5年，最終大教堂修復完成後於2024年11月29日進行揭幕儀式，於同年12月7日重新開放。
2022年3月16日，以事件改编的灾难片《燃烧的巴黎圣母院》在法国上映，由法国导演让-雅克·阿诺导演。

## 背景
巴黎圣母院的历史可追溯至12世纪。在法国施行政教分离后，巴黎圣母院属法国天主教会而并非国家所有。由于法国天主教会近年来财政困难，巴黎圣母院一直难以得到修缮。法国历史古迹的建筑师菲利普·维尔纳夫在2017年7月表示，对于現今大教堂状况，“污染是最大的罪魁祸首”。在火灾发生时，圣母院正在接受一项为期十年、总花费约六千万美元的全面翻修工程，屋顶周围竖立了，石头和青铜雕像已经从场地上移除，为装修做准备。不过修缮工人违规抽烟，留下的烟头被怀疑是否是火灾源头。
巴黎圣母院建築的尖塔周围是十二宗徒铜雕像，分为四组，每组三个，每组指南针一组。四个群体中的每个群体之前都有一个动物象征着《四福音》作者之一：象徵圣路加的阉牛、象徵圣马爾谷的狮子、象徵圣若望的鹰和象徵圣玛窦的天使。在火灾发生前几天，装在塔顶上的十二宗徒雕像都被拆除进行修复，因此逃过一劫。

## 事件

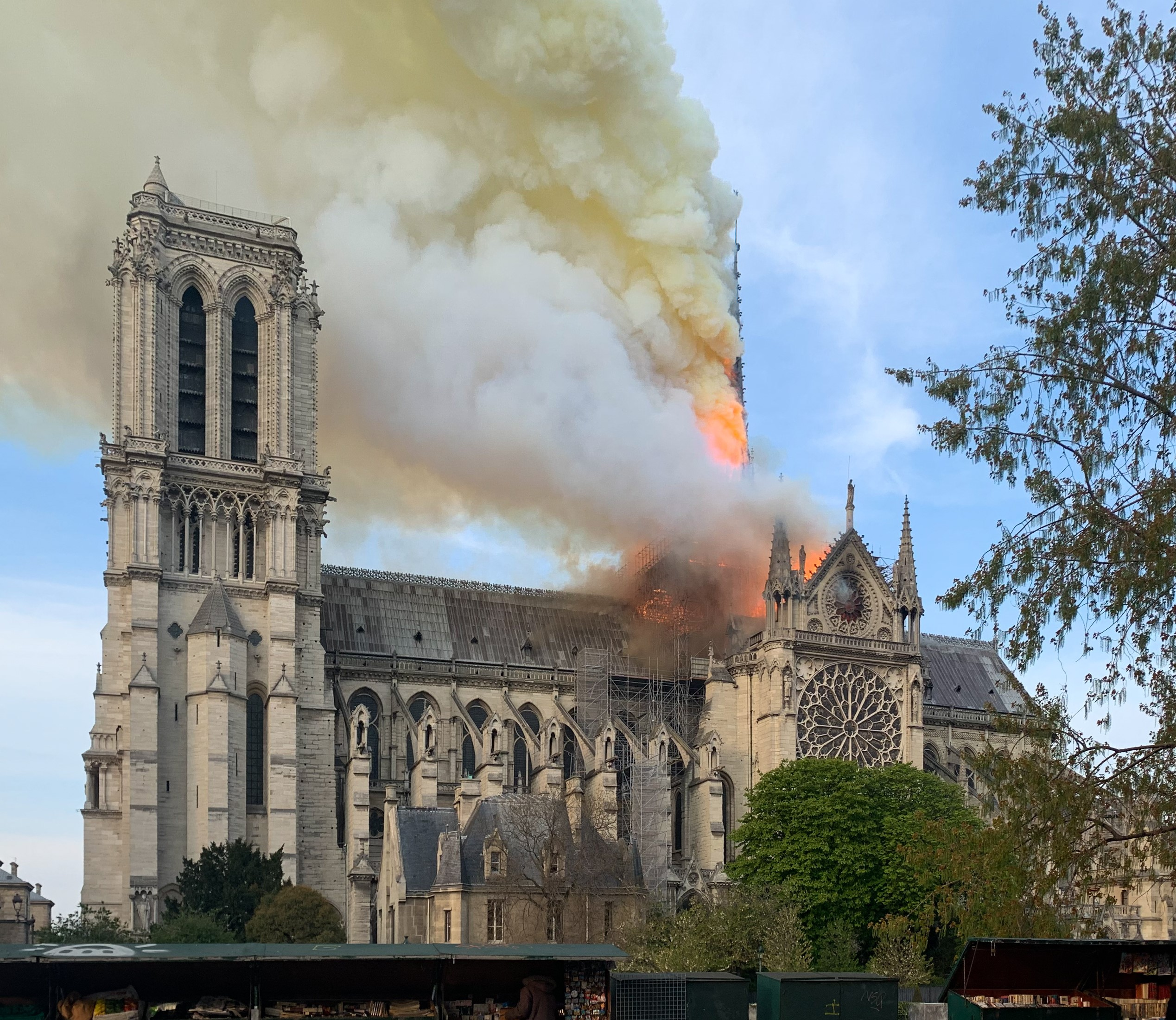
大火發生後約25分鐘，此時火勢已蔓延至尖塔

### 起因
巴黎市檢察部門在火警發生後數小時內下令巴黎市警方就火警起因進行調查。而初步調查指出火警可能是意外造成。法證人員於4月17日進入教堂內進行調查。4月18日，巴黎市警方發言人向外公布指火警可能是由於電線短路而引起。

### 经过
在4月15日的18:20CEST，教堂內的火警警報器響起，消防隊接報到場。但教堂的保安人員和消防員並沒有發現明火，但教堂方決定疏散教堂內的人員和遊客。至當日18:43CEST，火警源頭仍未能發現，而當他們發現火頭時，火警已一發不可收拾，消防隊要求增援。
巴黎市消防部門在事前制定應變方案，以便教堂一旦發生火警時能有效做出應變工作。消防部門除了定期在教堂進行火警演習外（在2018年曾在教堂進行兩次實地演練），亦協助教堂安裝火警警報器。
消防部門的滅火策略為：主要派遣消防員進入教堂內部滅火，而只派出少量消防水炮車在火場外射水，因為消防部門擔心水炮車射出的高壓水炮會對教堂外部結構造成破壞。但有消防員嘗試接近火場時因遇上高熱而需要撤退。消防隊同時調動備有消防水泵的船隻從隔壁的塞納河吸取河水救火。
有400名消防员参与灭火。其他應急部門亦調動100人進入教堂內協助運走教堂內的藏品。但消防部门表示不会用飞机进行灭火，因为担心使用飞机进行灭火可能导致精巧的建筑结构彻底倒塌。但消防部門從巴黎市警方借調配有熱能探測儀的航拍機進行高空監測。一位教堂的发言人表示一些艺术品在装修前已经被拆除，大部分珍贵的收藏都被特殊保护，不太可能会被烧毁。目前没有报告人员伤亡，但一名消防员在灭火时遭受重伤。

### 后续

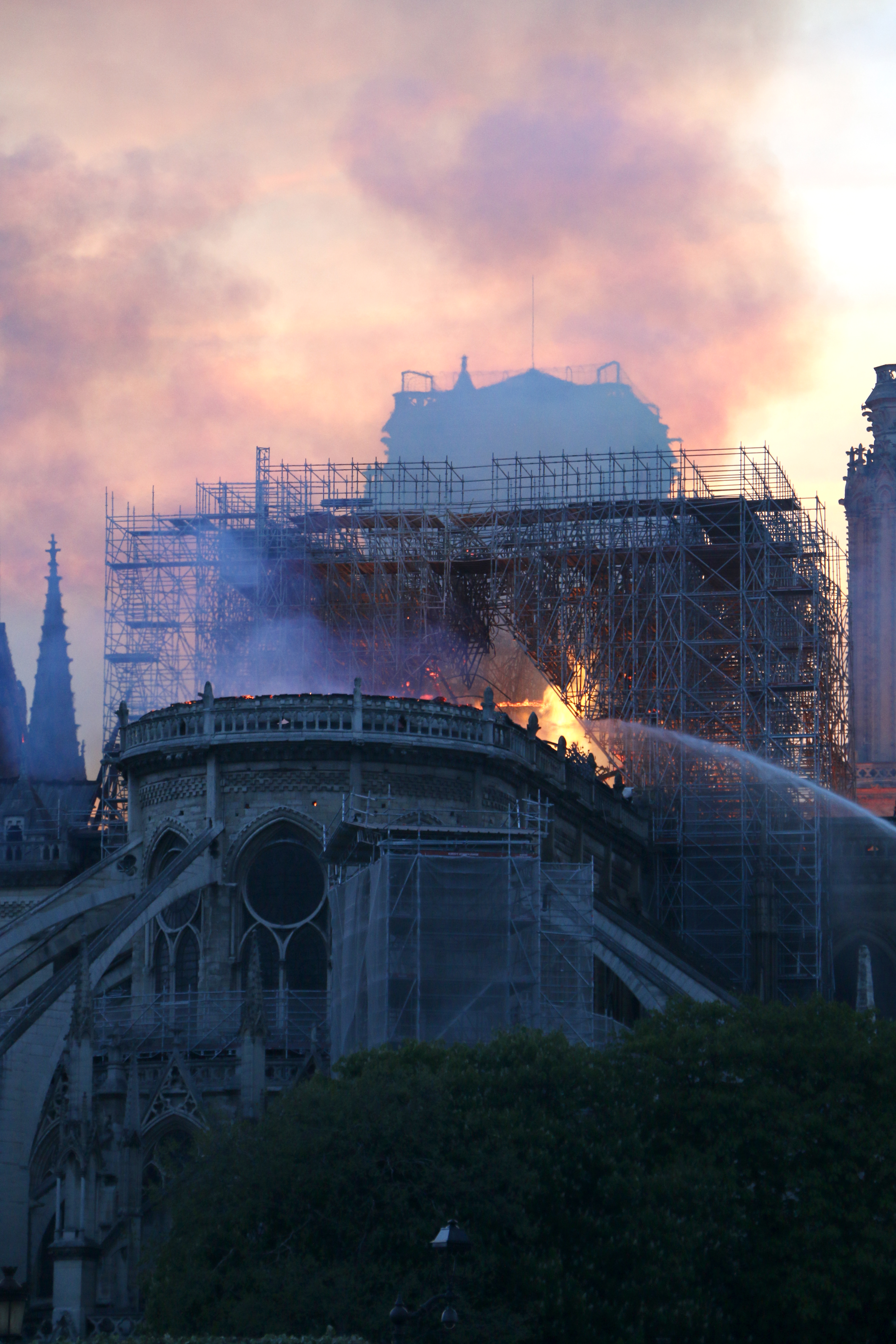
消防隊員使用消防炮撲滅大火

当天凌晨，巴黎圣母院的火势得到控制，其顶部的哥特式尖塔和木质的阁楼屋顶完全被烧毁，而大部分石制拱顶承受住了火灾，仅有教堂东侧（尾部）部分拱顶脱落。被烧毁的尖塔是19世纪中后期，捍卫中世纪遗迹不遗余力的建筑师歐仁·維奧萊-勒-杜克所重建。其内部结构没有过火，保存完好，而存放于圣母院的三圣物和大部分艺术品得以在救火时被消防队及时抢救出来。
圣母院内部的许多大型画作包括17世纪巴黎金匠行会捐给圣母院的76幅画作。由于画作固定在墙上，致使火灾发生时无法立即拿下。不过，法国文化部长里埃斯特表示，挂在圣母院的画作没有被烧毁，不过可能因水及浓烟而受到破坏，需要送往罗浮宫修复。而装饰在塔尖的公鸡铜雕在残骸中寻获，这个铜雕产于19世纪，内有耶稣荆棘冠碎片、圣達尼爾及圣女日南斐法的遗骨等3件圣物，是1935年由当时的巴黎總教區總主教魏迪尔樞機指示放入铜雕内；圣母院神父萧维表示，公鸡铜雕有点变形，但看起来还能修复。
巴黎圣母院火灾导致建築物頂端至少300吨老舊的铅材料融化氣化，致使巴黎圣母院周围土地铅含量非常高，极易引发铅中毒。在紧邻巴黎圣母院的人行道和花园表面，铅含量是法国卫生当局建议上限的32至65倍。距离巴黎圣母院最近区域因此封闭。
当晚，法国总统马克龙当场宣布会重建巴黎圣母院并将开展全球筹款，而期间巴黎圣母院将不会开放。马克龙向全国发表演说表示：「我希望在5年内重建这座大教堂，建得比原来更美丽，我们办得到」向全球建筑师征求设计，以重建圣母院尖塔。
但重建之路困难重重，其中之一是圣母院的屋架原材料橡树在法国境内已经没有了，需要从国外进口才可恢复原样。专家认为即使重建也不可能完全恢复原样。

### 捐款

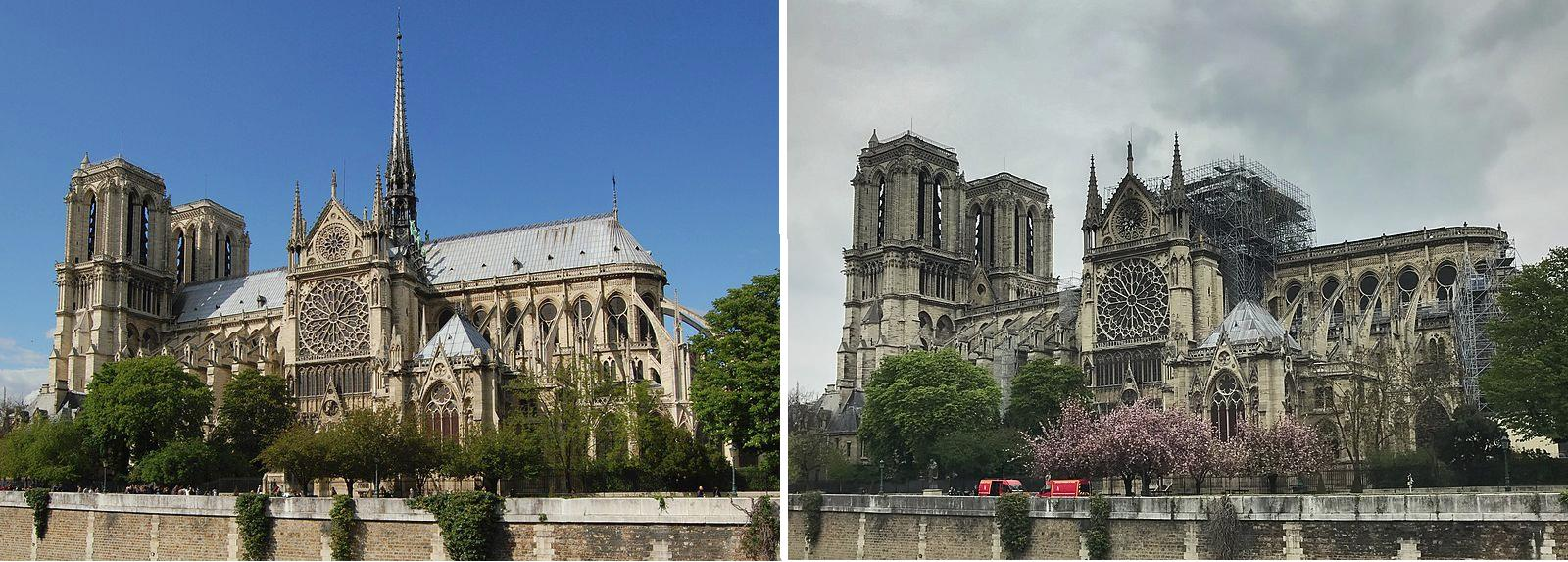
2009年的聖母院南側（左）和大火後第二天（右），聖母院的尖頂和橡木屋頂完全被燒毀

同日，法国富豪、奢侈品制造商开云集团的董事长弗朗索瓦-亨利·皮诺表示将为此捐款一亿欧元，法国首富、全球第四大富豪贝尔纳·阿尔诺在社交媒体上宣布将以家族和全体路威酩轩员工的名义为圣母院的修复和内部修整捐款两亿欧元。此前巴黎圣母院每年接待约1300万游客，如果修复需耗时10年门票收入预计将损失超过177亿欧元。
法国道达尔石油公司首席执行官帕特里克·普扬内表示将为重建圣母院捐款1亿欧元，巴黎欧莱雅集团表示亦将为大教堂重建工程捐款2亿欧元。美国苹果公司首席执行官蒂姆·库克也表示将捐款以帮助重建圣母院。
對於較小或未公開的金額，已經有許多額外的承諾。
法国游戏公司育碧宣布捐赠50万欧元以支持巴黎圣母院修复工作，并于2019年4月17日宣布在当日至25日的一周期间免费赠送旗下以法國為背景的動作遊戲《刺客信条：大革命》，鼓励所有希望帮助重建的玩家为大教堂捐款。
与此同时，也有借此机会意图实施诈骗者。如北京市公安局官方微博“平安北京”就在新浪微博转发了一条“与时俱进”的诈骗短信，短信中骗子称圣母院的修缮活动收到捐款后，“您的名字将被镌刻于新建的纪念墙上”，平安北京就此讽刺称：“纪念墙上有没有你的名字我不知道，但警方的立案告知书上一定有你的名字……”

## 国际社会反應
- 中华人民共和国
  - 国家主席習近平就法国巴黎圣母院发生火灾致法国总统马克龙慰问电，向全体法国人民表示诚挚的慰问。习近平指出，巴黎圣母院是法兰西文明的重要象征，也是人类文明的杰出瑰宝。中国人民同法国人民一样，对此次火灾深感痛恻。相信在法国人民努力和国际社会支持下，巴黎圣母院一定能顺利修复、再现辉煌。[38]
- 美国
  - 总统川普先发推特表示“或许用消防飞机可以灭火”，随后表达对法国慰问「愿上帝保佑法国人民」并願意援助。[39][40]美国第一夫人梅拉尼娅·特朗普发推特表示“让我们为每个人的安全祈祷。”[41]
- 英国
  - 首相特蕾莎·梅在推特上表示“向法国人民及参与救火的应急部门人员表示慰问”。[42]
- 德国
  - 总理默克尔表示，向法国人民表示自己的支持，指出巴黎圣母院是“法国和欧洲文化的一个象征”。[42]
- 俄羅斯
  - 总统普京致电马克龙，表示愿意派出专业人员协助修复巴黎圣母院。俄总统新闻秘书佩斯科夫表示，愿提供木材等材料，帮助修缮巴黎圣母院。[39]
- 日本
  - 首相安倍晋三向马克龙致慰问电，并表示：“作为巴黎的象征，深受世界人民喜爱的巴黎圣母院被火焰笼罩，受到了巨大的冲击。在此谨代表日本政府和日本国民，向法国人民致以衷心的慰问。在这种巨大的损失面前，所有的日本国民都将和法国人民同心协力。”[43]

### 爭議
由於1860年英法聯軍曾縱火焚毀圓明園，以及法國軍艦在當月初穿越台灣海峽，在巴黎圣母院被烧后，有中國大陸网友对巴黎圣母院的焚毁表示报仇解恨。此番言論引起了中國大陆官媒的注意，《央視網》發文批評，对巴黎圣母院的焚毁幸灾乐祸的中国大陆网民是「狭隘的民族主义」表現。《环球时报》主编胡锡进表示，这不是主流声音，但同時表示如果有人看到中国大陸互联网上的这些表达，就認定这是“民族主义”，那是很浅薄的反应。
特朗普在圣母院大火后，在Twitter发文称“或许用消防飞机可以灭火，动作一定要快”，此言一出立刻招惹争议。负责处理事态的法国民防局回文表示「如果使用飞机灭火，水的重量和低空落下的强度可能会压毁圣母院的结构，並对附近的建筑造成破坏」。法国网民更在社交网站直斥特朗普「无知」及「白痴」。
馬克龍在4月16日晚演讲时呼吁法国国民，在圣母院大火后要团结和忘却黃背心示威所产生的分歧。马克龙被指趁火打劫捞取政治资本，法国左、中、右派政敌纷纷在大火后停止对马克龙的攻击，但他们都是出于国难的尊重，而非真正认同马克龙的政策。法国富商们积极捐款重建，引起了左派人士的仇富情绪和对马克龙的不满。
当富豪捐款数额迅速突破8亿欧元，左派人士纷指责马克龙「有钱的朋友」捐钱可以享受免税优惠，不如把捐出去的钱用来交税尽公民责任。

## 参看
- 巴黎聖母院
- 丹麦舊股票交易中心火灾，2024年类似火灾
- 建築和翻新過程引起的火災（英语：Construction and renovation fires）
- 建築物或結構體火災列表（英语：List of building or structure fires）
- 巴西國家博物館火災，2018年類似火災
- 《燃烧的巴黎圣母院》